# Charles Goupil de Préfelne
Charles Goupil de Préfelne, né le 24 juin 1791 à Alençon (Orne) et mort le 9 avril 1848 à Caen (Calvados), est un homme politique français .
Auditeur à la cour d'appel de Caen en 1813, il est substitut général en 1818 et avocat général en 1819. Il est député de l'Orne de 1834 à 1839, siégeant dans la majorité soutenant la Monarchie de Juillet.

## Sources
- « Charles Goupil de Préfelne », dans Adolphe Robert et Gaston Cougny, Dictionnaire des parlementaires français, Edgar Bourloton, 1889-1891 [détail de l’édition]
- Ressource relative à la vie publique :   - Base Sycomore